# Marcelo Demoliner
Marcelo Demoliner (* 18. ledna 1989 Caxias do Sul) je brazilský profesionální tenista a deblový specialista. Ve své dosavadní kariéře na okruhu ATP Tour vyhrál pět deblových turnajů. Na challengerech ATP a okruhu ITF získal sedm titulů ve dvouhře a třicet pět ve čtyřhře.
Na žebříčku ATP byl ve dvouhře nejvýše klasifikován v září 2009 na 232. místě a ve čtyřhře pak v listopadu 2017 na 34. místě. Trénují ho Duda Matos a David Sammel.
V brazilském daviscupovém týmu debutoval v roce 2018 základním blokem 1. skupiny Americké zóny proti Dominikánské republice, v němž s Marcelem Melem vyhráli čtyřhru. Brazilci zvítězili 3:2 na zápasy. Do září 2023 v soutěži nastoupil ke čtyřem mezistátním utkáním s bilancí 0–0 ve dvouhře a 4–0 ve čtyřhře.

## Tenisová kariéra
Na okruhu ATP World Tour debutoval během únorového Brasil Open 2010 v Costa do Sauípe, když ve čtyřhře s krajanem Tiagem Fernandesem vypadli v úvodním kole s Brazilci Thomazem Belluccim
a Marcosem Danielem. Do premiérového finále na okruhu ATP Tour postoupil na únorovém Ecuador Open Quito 2016 v Quitu. V boji o titul ve finále čtyřhry s Thomazem Belluccim nestačili na španělsko-argentinskou dvojici Pablo Carreño Busta a Guillermo Durán.
Debut v hlavní soutěži nejvyšší grandslamové kategorie zaznamenal v mužském deblu Wimbledon 2013. Do londýnského turnaje nastoupil s Andrém Sá. V úvodním kole však nenašli recept na favorizované americké bratry Boba a Mikea Bryanovi, kteří major vyhráli. Semifinále smíšené čtyřhry si zahrál ve Wimbledonu 2017 a na Australian Open 2018.
První titul na túře ATP vybojoval v mužské čtyřhře Antalya Open 2018, když s Mexičanem Santiagem Gonzálezem ve finále zdolali nizozemské turnajové trojky Sandera Arendse s Matwém Middelkoopem. 29letý Demoliner tak přerušil šňůru šesti finálových porážek.

## Finále na okruhu ATP Tour

### Čtyřhra: 16 (5–11)
| Legenda                   |
| ------------------------- |
| Grand Slam (0)            |
| Turnaj mistrů (0)         |
| ATP Tour Masters 1000 (0) |
| ATP Tour 500 (0–2)        |
| ATP Tour 250 (5–9)        |

| Stav      | č.  | datum             | turnaj              | povrch    | spoluhráč         | soupeři ve finále                    | výsledek                   |
| --------- | --- | ----------------- | ------------------- | --------- | ----------------- | ------------------------------------ | -------------------------- |
| Finalista | 1.  | 6. února 2016     | Quito, Ekvádor      | antuka    | Thomaz Bellucci   | Pablo Carreño Busta Guillermo Durán  | 5–7, 4–6                   |
| Finalista | 2.  | 17. července 2016 | Bastad, Švédsko     | antuka    | Marcus Daniell    | Marcel Granollers David Marrero      | 2–6, 3–6                   |
| Finalista | 3.  | 5. března 2017    | São Paulo, Brazílie | antuka    | Marcus Daniell    | Rogério Dutra da Silva André Sá      | 6–7(5–7), 7–5, [7–10]      |
| Finalista | 4.  | 27. května 2017   | Lyon, Francie       | antuka    | Marcus Daniell    | Andrés Molteni Adil Shamasdin        | 3–6, 6–3, [5–10]           |
| Finalista | 5.  | 1. října 2017     | Čcheng-tu, ČLR      | tvrdý     | Marcus Daniell    | Jonatan Erlich Ajsám Kúreší          | 3–6, 6–7(3–7)              |
| Finalista | 6.  | 29. října 2017    | Vídeň, Rakousko     | tvrdý (h) | Sam Querrey       | Rohan Bopanna Pablo Cuevas           | 6–7(7–9), 7–6(7–4), [9–11] |
| Vítěz     | 1.  | 30. června 2018   | Antalya, Turecko    | tráva     | Santiago González | Sander Arends Matwé Middelkoop       | 7–5, 6–76–8, [10–8]        |
| Finalista | 7.  | 21. října 2018    | Antverpy, Belgie    | tvrdý (h) | Santiago González | Nicolas Mahut Édouard Roger-Vasselin | 4–6, 5–7                   |
| Finalista | 8.  | květen 2019       | Mnichov, Německo    | antuka    | Divij Šaran       | Frederik Nielsen Tim Pütz            | 4–6, 2–6                   |
| Finalista | 9.  | 29. září 2019     | Ču-chaj, Čína       | tvrdý     | Matwé Middelkoop  | Sander Gillé Joran Vliegen           | 6–7(2–7), 6–7(4–7)         |
| Vítěz     | 2.  | říjen 2019        | Moskva, Rusko       | tvrdý (h) | Matwé Middelkoop  | Simone Bolelli Andrés Molteni        | 6–1, 6–2                   |
| Vítěz     | 3.  | únor 2020         | Córdoba, Argentina  | antuka    | Matwé Middelkoop  | Leonardo Mayer Andrés Molteni        | 6–3, 7–6(7–4)              |
| Finalista | 10. | říjen 2020        | Petrohrad, Rusko    | tvrdý (h) | Matwé Middelkoop  | Jürgen Melzer Édouard Roger-Vasselin | 2–6, 6–7(4–7)              |
| Vítěz     | 4.  | červen 2021       | Stuttgart, Německo  | tráva     | Santiago González | Ariel Behar Gonzalo Escobar          | 4–6, 6–3, [10–8]           |
| Vítěz     | 5.  | duben 2023        | Marrákeš, Maroko    | antuka    | Andrea Vavassori  | Alexander Erler Lucas Miedler        | 6–4, 3–6, [12–10]          |
| Finalista | 11. | červenec 2023     | Gstaad, Švýcarsko   | antuka    | Matwé Middelkoop  | Dominic Stricker Stan Wawrinka       | 6-7(8–10), 2–6             |

## Finále na challengerech ATP a okruhu Futures
| Legenda                      |
| ---------------------------- |
| Challengery (1–1 D; 19–12 Č) |
| Futures (6–7 D; 16–14 Č)     |

### Dvouhra: 15 (7–8)
| Stav      | č. | datum              | turnaj                   | povrch | soupeř ve finále       | výsledek                |
| --------- | -- | ------------------ | ------------------------ | ------ | ---------------------- | ----------------------- |
| Finalista | 1. | 12. listopadu 2007 | Porto Alegre, Brazílie   | tvrdý  | Ricardo Hocevar        | 1–6, 6–3, 6–4           |
| Finalista | 2. | 28. července 2008  | Ribeirão Preto, Brazílie | antuka | Alexandre Bonatto      | 6–3, 6–3                |
| Vítěz     | 1. | 22. září 2008      | Aracaju, Brazílie        | antuka | Alejandro Kon          | 6–4, 7–5                |
| Vítěz     | 2. | 11. května 2009    | Blumenau, Brazílie       | antuka | Rogério Dutra da Silva | 6–1, 6–0                |
| Finalista | 3. | 15. června 2009    | Brasília, Brazílie       | antuka | Leonardo Kirche        | 6–7(4–7), 7–6(7–2), 6–4 |
| Vítěz     | 3. | květen 2010        | Caldas Novas, Brazílie   | tvrdý  | Rodrigo Guidolin       | 7–6(7–5), 6–4           |
| Finalista | 4. | květen 2010        | Marília, Brazílie        | antuka | Leonardo Kirche        | 3–6, 4–6                |
| Vítěz     | 4. | červenec 2010      | Guarulhos, Brazílie      | antuka | Daniel Dutra da Silva  | 6–7(4–7), 6–4, 6–4      |
| Finalista | 5. | duben 2011         | Blumenau, Brazílie       | antuka | José Acasuso           | 2–6, 2–6                |
| Finalista | 6. | srpen 2011         | Fortaleza, Brazílie      | antuka | Ricardo Hocevar        | 2–6, 6–7(2–7)           |
| Vítěz     | 5. | únor 2012          | Lages, Brazílie          | antuka | José Pereira           | 7–5, 6–4                |
| Vítěz     | 6. | červen 2012        | Lima, Peru               | antuka | Juan-Pablo Amado       | 7–6(7–3), 6–2           |
| Finalista | 7. | červen 2012        | Arequipa, Peru           | antuka | Marcelo Arévalo        | 4–6, 5–7                |
| Vítěz     | 7. | prosinec 2012      | Gramado, Brazílie        | tvrdý  | Pedro Zerbini          | 7–5, 6–3                |
| Finalista | 8. | prosinec 2012      | Porto Alegre, Brazílie   | antuka | Tiago Lopes            | 4–6, 2–6                |

### Čtyřhra (35 titulů)
| č.  | datum             | turnaj                          | povrch | spoluhráč                 | poražení finalisté                          | výsledek          |
| --- | ----------------- | ------------------------------- | ------ | ------------------------- | ------------------------------------------- | ----------------- |
| 1.  | 10. března 2008   | Badalona, Španělsko             | antuka | David Rice                | David Cañudas-Fernández Óscar Sabate-Bretos | 6–3, 6–1          |
| 2.  | 12. května 2008   | Caldas Novas, Brazílie          | antuka | André Miele               | Mauricio Doria-Medina Rodrigo Grilli        | 6–4, 3–6, [10–6]  |
| 3.  | 21. července 2008 | Brasília, Brazílie              | antuka | André Miele               | Tiago Lopes Fernando Romboli                | 7–5, 6–4          |
| 4.  | 18. srpna 2008    | São José do Rio Preto, Brazílie | antuka | Rodrigo Grilli            | Marc Auradou José Jr. Nascimento            | 6–2, 6–4          |
| 5.  | 8. září 2008      | São José do Rio Preto, Brazílie | antuka | Rodrigo Grilli            | Juan Pablo Amado Juan-Pablo Yunis           | 6–3, 6–2          |
| 6.  | 9. března 2009    | Lagos, Portugalsko              | tvrdý  | Rodrigo Guidolin          | Aldin Šetkić Aleksander Slović              | 6–1, 4–6, [12–10] |
| 7.  | 11. května 2009   | Blumenau, Brazílie              | antuka | Rodrigo Guidolin          | Júlio Silva Rogério Dutra da Silva          | 7–5, 4–6, [13–11] |
| 8.  | 10. srpna 2009    | Brasília, Brazílie              | tvrdý  | Rodrigo Guidolin          | Ricardo Mello Caio Zampieri                 | 6–4, 6–2          |
| 9.  | 15. července 2012 | Bogota, Kolumbie                | antuka | Víctor Estrella Burgos    | Thomas Fabbiano Riccardo Ghedin             | 6–4, 6–2          |
| 10. | 23. září 2012     | Campinas, Brazílie              | antuka | João Souza                | Marcel Felder Máximo González               | 6–1, 7–5          |
| 11. | 20. října 2012    | Rio de Janeiro, Brazílie        | antuka | João Souza                | Frederico Gil Pedro Sousa                   | 6–2, 6–4          |
| 12. | 27. října 2012    | Porto Alegre, Brazílie          | antuka | João Souza                | Simon Greul Alessandro Motti                | 6–3, 3–6, [10–7]  |
| 13. | 26. ledna 2013    | Bucaramanga, Kolumbie           | antuka | Franko Škugor             | Sergio Galdós Marco Trungelliti             | 7–6(10–8), 6–2    |
| 14. | 9. března 2013    | Santiago, Chile                 | antuka | João Souza                | Federico Delbonis Diego Junqueira           | 7–5, 6–1          |
| 15. | 28. dubna 2013    | São Paulo, Brazílie             | antuka | João Souza                | James Cerretani Pierre-Hugues Herbert       | 6–4, 3–6, [10–6]  |
| 16. | 12. května 2013   | Rio Quente, Brazílie            | tvrdý  | Fabiano de Paula          | Ricardo Hocevar Leonardo Kirche             | 6–3, 6–4          |
| 17. | 21. září 2014     | Quito, Ekvádor                  | antuka | João Souza                | Duilio Beretta Martin Cuevas                | 6–4, 6–4          |
| 18. | 26. října 2014    | Córdoba, Argentina              | antuka | Nicolás Jarry             | Hugo Dellien Juan Ignacio Londero           | 6–3, 7–5          |
| 19. | 10. května 2015   | Cali, Kolumbie                  | antuka | Miguel Ángel Reyes-Varela | Emilio Gomez Roberto Maytin                 | 6–1, 6–2          |
| 20. | 20. června 2015   | Ilkley, Spojené království      | tráva  | Marcus Daniell            | Ken Skupski Neal Skupski                    | 7–6(7–3), 6–4     |
| 21. | 10. července 2016 | Todi, Itálie                    | antuka | Fabrício Neis             | Salvatore Caruso Alessandro Giannessi       | 6-1, 3–6, [10-5]  |
| 22. | 19. března 2017   | Irving, Spojené státy           | tvrdý  | Marcus Daniell            | Oliver Marach Fabrice Martin                | 6–3, 6–4          |
| 23. | leden 2013        | Bucaramanga, Kolumbie           | antuka | Franko Škugor             | Sergio Galdós Marco Trungelliti             | 7–6(10–8), 6–2    |
| 24. | březen 2013       | Santiago, Chile                 | antuka | João Souza                | Federico Delbonis Diego Junqueira           | 7–5, 6–1          |
| 25. | duben 2013        | São Paulo, Brazílie             | antuka | João Souza                | James Cerretani Pierre-Hugues Herbert       | 6–4, 3–6, [10–6]  |
| 26. | květen 2013       | Rio Quente, Brazílie            | tvrdý  | Fabiano de Paula          | Ricardo Hocevar Leonardo Kirche             | 6–3, 6–4          |
| 27. | září 2014         | Quito, Ekvádor                  | antuka | João Souza                | Duilio Beretta Martín Cuevas                | 6–4, 6–4          |
| 28. | říjen 2014        | Córdoba, Argentina              | antuka | Nicolás Jarry             | Hugo Dellien Juan Ignacio Londero           | 6–3, 7–5          |
| 29. | květen 2015       | Cali, Kolumbie                  | antuka | Miguel Ángel Reyes-Varela | Emilio Gómez Roberto Maytín                 | 6–1, 6–2          |
| 30. | červen 2015       | Ilkley, Velká Británie          | trva   | Marcus Daniell            | Ken Skupski Neal Skupski                    | 7–6(7–3), 6–4     |
| 31. | červenec 2016     | Todi, Itálie                    | antuka | Fabrício Neis             | Salvatore Caruso Alessandro Giannessi       | 6–1, 3–6, [10–5]  |
| 32. | březen 2017       | Irving, Spojené státy           | tvrdý  | Marcus Daniell            | Oliver Marach Fabrice Martin                | 6–3, 6–4          |
| 33. | říjen 2018        | Barcelona, Španělsko            | antuka | David Vega Hernández      | Rameez Junaid David Pel                     | 7–6(7–3), 6–3     |
| 34. | leden 2019        | Canberra, Austrálie             | tvrdý  | Hugo Nys                  | André Göransson Sem Verbeek                 | 3–6, 6–4, [10–3]  |
| 35. | červenec 2022     | Braunschweig, Německo           | antuka | Jan-Lennard Struff        | Roman Jebavý Adam Pavlásek                  | 6–4, 7–5          |